# Du Thản Chi
Du Thản Chi là tên một nhân vật nam, xuất hiện trong tiểu thuyết kiếm hiệp Thiên Long Bát Bộ của nhà văn Kim Dung. 
Là thiếu trang chủ Tụ Hiền trang, con trai của Du Ký - một trong Du Thị Song Hùng. Về sau, gia cảnh biến cố, y gia nhập Cái Bang, đoạt được chức bang chủ Cái Bang, lại bái Đinh Xuân Thu, chưởng môn phái Tinh Tú làm sư phụ.

## Tên gọi khác
- Trang Tụ Hiền (Tên của Tụ Hiền Trang - nơi y sinh ra và lớn lên).
- Thiết Sửu (tên này do A Tử gọi y vì trên đầu gã bị nàng bịt một cái nón sắt trông rất giống một chú hề).

## Võ công
- Lúc còn nhỏ thân thể yếu đuối, học võ công chẳng được bao nhiêu.
- Sau khi gia cảnh đại biến, Du Thản Chi phiêu dạt giang hồ, tình cờ học được một phần Dịch Cân Kinh của Thiếu Lâm tự (theo sửa đổi mới nhất của Kim Dung thì môn võ mà Du Thản Chi luyện được mang tên Du Già Công, hay còn gọi là Yoga), và hút hết chất độc của Băng Tằm ngàn năm nên trong mình vừa mang nội công thượng thừa của Phật môn, vừa có tính âm độc của Băng Tằm, đồng thời vạn độc bất xâm.
- Khi làm bang chủ Cái Bang, y được A Tử truyền dạy cho một số công phu độc môn của phái Tinh Tú, tuy nhiên sự lợi hại của y vẫn xuất phát từ nội công âm hàn thượng thừa.

## Cuộc đời
- Tiêu Phong đại náo Tụ Hiền Trang, một chưởng đoạt Song thuẫn của Du Thị Song Hùng, khiến Du Thị Song Hùng vung đao tự vẫn. Du Thản Chi tận mắt chứng kiến, từ lúc đó y chỉ có tâm niệm là tìm cách báo thù cho gia đình.
- Sau khi Tụ Hiền Trang gặp biến cố, y lưu lạc tha phương, trong tâm niệm vẫn mang ý chí báo thù. Y rơi vào tay người Khiết Đan và khi cơ hội đến, y ám toán Tiêu Phong khi ấy đã là Nam Viện Đại Vương nước Liêu nhưng bất thành. Tiêu Phong tha cho y. Nhưng A Tử, lại giở trò ma mãnh bắt y làm trò chơi.
- Ngay từ cái nhìn đầu tiên, y đã si tâm A Tử và từ đây, cuộc đời y đã có một "lý tưởng", một "mục tiêu", một "hoài bão" vô cùng lớn lao khác đó là cam tâm phục thị nàng. Có lúc y đã day dứt khi "thù cha chưa báo, nghĩ gì đến chuyện tư tình nam nữ". Thế nhưng cái chất tình trong y đã khiến cuộc đời y gắn chặt vào A Tử.
- A Tử dùng trăm trò quái đản đối với Du Thản Chi, khiến y sống dở chết dở, chỉ để tiêu khiển giải sầu và để luyện môn Hóa Công Đại Pháp. A Tử hại y như thế, nhưng trong lòng y, lúc nào nàng cũng là thiên thần, không bao giờ có nửa phần trách oán nàng, y chỉ mong trong trí óc nàng sẽ mãi mãi có gắn hình bóng của y là được, bất kể hình bóng ấy bẩn thỉu hay xấu xa đê tiện.
- Rời Đại Liêu, y cứu được A Tử khỏi tay sư phụ nàng. Lúc này A Tử đã mù, y lại không muốn nàng nhận ra, vậy là cái tên Trang Tụ Hiền xuất hiện. Khoảng thời gian này có lẽ là thời gian đẹp nhất của y, y được ở bên A Tử, được A Tử gọi là đại ca. Nhưng hiển nhiên y vẫn không dám nghĩ đến bất kỳ điều gì xa xôi với A Tử.
- Y kết giao với Toàn Quán Thanh, được làm bang chủ Cái Bang, A Tử dĩ nhiên lại càng thích thú, 2 người ngày ngày trao đổi công phu, nhờ thế y học được nhiều tà công phái Tinh Tú.
- Toàn Quán Thanh dụ y khiêu chiến với Thiếu Lâm, gây ra một trường sóng gió ở núi Thiếu Thất. Ở đây, y trước mặt thiên hạ, vứt bỏ danh dự bái Tinh Tú lão quái làm sư phụ chỉ để cứu A Tử. Hành động này của y khiến những tay dạn dày tình trường như Đoàn Chính Thuần, Đoàn Dự cũng phải cam bái hạ phong.
- Y giao thủ với Tiêu Phong nhưng bị bại trận, thù cha không trả được, A Tử lại bị Tiêu Phong giao cho cha mẹ nàng, chức vị bang chủ Cái bang thì bị tước đoạt. Mọi thứ cứ như một giấc mơ, đã tan biến trước mắt y.
- Y dùng kế, đoạt lại được A Tử từ tay bọn Tiêu Phong, Đoàn Dự, về sau đưa nàng lên núi Phiêu Miểu, cầu xin Hư Trúc chữa mắt cho nàng. Y đã tình nguyện dâng hai con mắt của y để đem lại ánh sáng cho vị thiên thần trong mắt y.
- A Tử không những không cảm tạ đại ân ấy của y mà còn ruồng bỏ y. Và có lẽ cuộc đời y đã chết từ đấy, không cần phải đợi đến khi A Tử móc trả mắt cho y trên Nhạn Môn Quan. Cuối cùng, khi A Tử ôm Tiêu Phong nhảy xuống vực, y đã tự tử.

## Đánh giá
Cuộc đời Du Thản Chi chỉ gói gọn trong 4 chữ: "A Tử, báo thù". Số phận y là một bức tranh với những gam màu tối tăm và vô vọng. Nhà thơ, dịch giả Nguyễn Tôn Nhan cảm khái Du Thản Chi:
"Cuồng điên máu lệ tình câm
Bước chân A Tử xa xăm muôn trùng
Bóng chiều quan ải mông lung"